# Fysiologi
Fysiologi er læren om, hvordan kroppens specialiserede cellegrupper virker, og hvordan de medvirker til kroppens funktion som en helhed.
Fysiologi beskæftiger sig med:
- Fysiologiske principper
- Nerve- og muskelcellers fysiologi
  - Excitabelt væv – nerveceller
  - Excitabelt væv – muskelceller
  - Synapser og neuromuskulær transmission
  - Initiering af impulser i sanseorganer
- Nervesystemets funktion
  - Reflekser
  - Kutan, dyb og visceral følesans
  - Synet
  - Ørets funktioner
  - Lugt og smag
  - Det retikulære aktiveringssystem, søvn og hjernens elektriske aktivitet
  - Kontrol af stilling og bevægelse
  - Efferente baner til viscerale effektorer
  - Nervecentre med regulation af viscerale funktioner
  - Den neurofysiologiske basis for instinktiv adfærd og emotioner
  - Nervesystemets højere funktioner, betingede reflekser, indlæring og relaterede fænomener
- Endokrinologi og stofskiftet
  - Energibalance, stofskifte og ernæring
  - Skjoldbruskkirtlen
  - Bugspytkirtlen og regulation af kulhydratstofskiftet
  - Binyrebarken og binyremarven
  - Den hormonale kontrol af kalciumstofskiftet og knoglernes fysiologi
  - Hypofysen
  - Kønskirtlerne, det reproduktive systems udvikling og funktion
  - Andre organer med etableret eller teoretisk endokrin funktion
- Mavetarmkanalens funktion
  - Fordøjelse og optagelse
  - Gastrointestinal motilitet og sekretion
- Kredsløbet
  - Cirkulerende kropsvæsker
  - Hjertet, Hjerteslagets oprindelse og hjertets elektriske aktivitet
  - Hjertet som pumpe
  - Blodets og lymfens dynamik
  - Kardiovaskulære reguleringsmekanismer
  - Kredsløbet i specielle regioner
  - Kardiovaskulær homøostase i sundhed og sygdom
- Respirationen
  - Lungernes funktion
  - Gastransport mellem lunger og væv
  - Regulering af respirationen
  - Respiratoriske tilpasninger under sundhed og sygdom
- Urinens dannelse og udskillelse
  - Nyrernes funktion
  - Vandladningen
  - Regulering af ekstracellulærvæskens sammensætning og størrelse
- Immunforsvar

## Eksterne links
- Poul-Erik Paulev, M.D., D.Sci. Københavns Universitet: 
  - Online Textbook in Medical Physiology and Pathophysiology Arkiveret 3. august 2009 hos  Wayback Machine (Må udskrives til personlig brug).
  - Respirationsfysiologi Arkiveret 10. februar 2004 hos  Wayback Machine

| Lægevidenskab | Spire Denne artikel om lægevidenskab er en spire som bør udbygges. Du er velkommen til at hjælpe Wikipedia ved at udvide den. |